# Coolidge (Kansas)
Coolidge é uma cidade localizada no estado americano de Kansas, no Condado de Hamilton.

## Demografia
Segundo o censo americano de 2000, a sua população era de 86 habitantes.
Em 2006, foi estimada uma população de 85, um decréscimo de 1 (-1.2%).

## Geografia
De acordo com o United States Census Bureau tem uma área de
1,2 km², dos quais 1,2 km² cobertos por terra e 0,0 km² cobertos por água.

## Localidades na vizinhança
O diagrama seguinte representa as localidades num raio de 36 km ao redor de Coolidge.